# Qaralar (Saatlı)
Qaralar è un comune dell'Azerbaigian situato nel distretto di Saatlı. 